# Ca l'Andal (la Coma i la Pedra)
Ca l'Andal és una masia del poble de la Coma, al municipi de la Coma i la Pedra, a la Vall de Lord (Solsonès). Val a dir, però, que a l'entrada de la finca hi ha un rètol de fusta on hi ha escrita la denominació Ca l'Endalt.

## Situació
Està situada a 1.375 m. d'altitud, a uns 275 metres per sota de la urbanització d'El Port del Comte, a l'extrem septentrional de la Clota, una estreta franja de terreny més planer que es troba entre les costes de Ribada (a l'oest), de les Tremoledes (al nord) i de les Barraques (al sud). La masia s'aixeca a uns 250 metres al nord de la rasa de Cal Sant i és l'única masia situada al vessant de ponent de sobre el poble de la Coma que és visible des del poble, circumstància que sembla que pot tenir a veure amb l'etimologia del topònim.

## Estructura de l'edificació
D'estructura clarament longitudinal amb la façana orientada a l'est (als 18 minuts del rellotge), l'habitatge de la masia ocupava la part central de l'edificació, flanquejada per una pallissa, al sud (o esquerra de la façana de l'habitatge) i un corral, al nord (o dreta de la façana de la casa).

## Accessibilitat
Està pràcticament al costat del camí que mena de la Coma a la urbanització d'El Port del Comte, a 2,7 km del trencall que es troba a l'esquerra de la carretera de la Coma a Coll de Port, poc després d'haver deixat enrere Cal Cristo. A 2,5 km. cal deixar l'esmentat camí per agafar-ne un que surt cap a l'esquerra (hi ha un cartell indicador) al costat d'un dipòsit.